# Марко Крсмановић
Марко Крсмановић (Београд, 7. јун 1930 — Београд, 12. јануар 1991) био је српски сликар, илустратор, графичар и професор на Факултету ликовних уметности у Београду.

## Одрастање и образовање
Марко Крсмановић је одрастао у Београду, у кући у Сарајевској 83, у чијем је дворишту његов деда Драгутин Крсмановић (1872−1945) имао ковачку радионицу. Маркови родитељи су били Драгољуб Крсмановић (1903−1941) и Радинка Радосављевић (1909−1989). Марков отац Драгољуб погинуо је 6. априла 1941. у немачком бомбардовању Београда.
Марко је сликањем почео да се бави на наговор Ивана Табаковића. Тада, још за време Другог светског рата, Марко је сликао људе, портрете и карикатуре родбине и познаника, или фигуре животиња, паса и кокошака.
Крсмановић се 1949. уписао на Факултет ликовних уметности у Београду, где је дипломирао 1953. у класи професора Недељка Гвозденовића. Од 1953. до 1955. похађао је специјални течај у класи професора Марка Челебоновића и Мила Милуновића. На графичком одсеку, код професора Бошка Карановића, упознао је технике дрвореза, бакрореза и литографије.

## Уметничка и педагошка каријера
Крсмановић је илустрације за децу сликао још од 1944. Бавио се илустровањем дечјих књига и часописа, какви су "Змај" (1954) и "Полетарац" (1957).
Крсмановић је пришао кругу Графичког колектива 1954. године. На својој дебитантској изложби у Галерији Графички Колектив 1957. излагао је цртеже и гвашеве, а 1959. литографије у боји.
Као стипендиста Британског савета, Крсмановић је од 1960. до 1961. усавршавао графику на Central School of Arts and Crafts у Лондону, код професора Мерлина Еванса. Боравио је у Паризу (1963) и Глазгову (1974), где је на Међународном омладинском фестивалу уметности водио класу за графику.
На Факултет ликовних уметности у Београду (тада: Академија ликовних уметности) Крсмановић је 1962. примљен у звању асистента на сликарски одсек, а 1964. прелази за асистента на графички одсек, на предмет Графика и цртање. У звање редовног професора изабран је 1983.
Са групом југословенских и норвешких уметника, у Ослу је 1975. радио мапу графика. Боравио је у САД од 1979. до 1980. као носилац Фулбрајтове стипендије. Предавао је као гостујући професор на колеџима Брин Мор и Хаверфорд у Пенсилванији. На позив Шкотског Уметничког савета (енгл. Scotish Art Council), боравио је на колеџу у Единбургу као гостујући професор (1981). По позиву Peacock Printmakers Workshop, Крсмановић је 1989. боравио у Абердину, а 1990. на позив Tamarind Institute of Litography боравио је у Албукеркију.
Крсмановић је припадао уметничкој заједници познатој као Београдски графички круг. Преводио је стручну литературу, говорио и писао о графичкој технологији и новим поступцима, о организационим проблемима као и о професионалној етици и кодексу графичког оригинала.

## Уметничко дело
Као илустратор, Крсмановић је радио са префињеним осећањем за линију и тактилне вредности цртежа и са истим таквим сликарским осећањем радио је илустрације у боји интензивног колорита. Између ова два става, цртачког и колористиког, кретала се његова уметничка активност у делокругу концепције илустрације за децу. Дечију литературу илустровао је психолошки савршеним метафорама.
Крсмановић је дипломирао сликарство, али је у стваралачкој пракси графику претпоставио сликарству, па се, на ликовној сцени афирмисао, пре свега, као графичар. У графици је препознао најснажнији креативни код јер је графику схватио као радост стварања у процесу који траје. Тако је у свом графичком стваралаштву највише времена посветио неконвенционалном истраживању могућности техника дубоке штампе у боји. У њој је нашао привлачност средстава за рад, ослојена плоча је за њега матрица која прима податке. Припадао је генерацији која је 60-их и 70-их година била занета експресијом сликарске материје, која је као вредност негована у поетици енформела; уместо строго контролисаног поступка он негује ослобођен однос према графичкој матрици у име истраживања суптилних тактилних вредности и експресије материјала.
У графици и сликарству изградио је посебан свет фантастике. У бескрајним мистичним просторима транспоновао је метаморфозе људских бића у архетипска налазишта, животиња и биљака у антропоморфне облике који лебде попут праменова магле. Густу засићену материју, напуклу фактуру патине, бојене и пластичне рељефне ефекте постизавао је специфичним дубоким нагризањем плоче и комбинацијама графичких техника.

Крсмановић је други лауреат награде Велики печат, 1964. године, за графику Четири фигуре у техници дубоке штампе. Образлажући своју одлуку о награди, жири у саставу Бошко Карановић, Миливој Николајевић и Богдан Кршић изјавили су:
„Крсмановић је изванредно ускладио један високи графички захтев са својим светом оригиналне фигуративности. Овај свет са својим фронтално постављеним фигурама уједно је необично богата пројекција психолошке просторности. Крсмановић чудесно смиче и облачи маске својих фигура уз благи осмех једног истовремено дубоко хуманог стварања, што га представља као уметника јасних и пронађених хтења. Награђени рад недвосмислено приказује једно велико графичко искуство које новим начином обраде металне плоче графичком листу додаје нове елементе блиске вредностима пластике.”    
Сам Крсмановић је 1970. објаснио своју стваралачку пасију ка истраживању дубоке штампе:
“Мислим да је за мене један од одлучујућих разлога што се бавим техникама дубоке штампе са металне плоче, пре свега, у привлачности средстава за рад и необичним квалитетима структуре отиснутих бојених површина и линија. Даље, у сукцесивном процесу извођења, у ефикасном фиксирању многих тактилних, често случајних података, у могућности контролисања ерозивног односно разарајућег процеса, то јест његовог усмеравања, у могућности таложења нових података преко старих. Постоји један, рекао бих, мистичан феномен који је на неки начин симболично понављање процеса у природи (бар тај осећај постоји у мени) и који превладава над утиском странца у послу – о власти организације, машине и технологије...”
На дан сахране Марка Крсмановића, 14. јануара 1991. Зоран Маркуш је у Политици објавио следећи текст:
"Фантастика која се узима као битно обележје његовог ликовног израза била је условна. Мешала се са ташистичко-енформелским и апстрактним вредностима и због тога је Крсмановића тешко сврстати у круг надреалног. Мада васпитан на темељима модернизма, није био затворен према фигуративним садржајима постмодерног доба. Као фрагменти колажа они се наносе на платно или графичке отиске проширујући смисао значења основних садржаја".

## Изложбе

### Самосталне изложбе
- Галерија Графички Колектив, Београд (1957, 1959, 1964, 1965, 1969, 1974, 1977, 1980, 1990);
- Галерија Хотел Бристол, Варшава (1960);
- Галерија Трибина младих, Нови Сад (1962);
- Галерија Angle du Faubourg, Париз (1963);
- Галерија Дома ЈНА, Београд (1963);
- Галерија Коларчевог народног универзитета, Београд (1964);
- Народни Музеј, Вршац (1965);
- Салон Музеја савремене уметности, Београд (1969);
- Галерија Културног центра, Београд (1974);
- Gallerie et Fils, Брисел (1975);
- Музеј примењене уметности, Београд (1977);
- Галерија Радивој Ћирпанов, Нови Сад (1978);
- Print Room, Брин Мор (1979);
- Comfort Gallery, Хаверфорд Колеџ (1980);
- Универзитет у Конектикету, Сторс (1980);
- Југословенски културни центар, Њујорк (1980);
- Изложба графикa, Edinbourgh College of Art, Единбург (1981);
- Изложба графикa, Glasgow College of Art, Глазгов (1981);
- Изложба графикa, Aberdeen Gallery & Museum, Абердин (1981, 1989);
- Изложба графикa, Richard Demarco Gallery, Единбург (1984, 1989);
- Изложба графикa, Gravures Tandems, Жерпин, Белгија (1985);
- Изложба графикa, Chan Requicha Gallery, Рочестер (1986);
- Уметничка галерија Дома културе, Приштина (1987);
- Изложба графика, Југословенски културни центар, Париз (1988);
- Изложба графика, Галерија Дома културе "Велиша Лековић", Бар (1988);
- Изложба графика, Галерија Карас, Загреб (1989);
- Изложба графика, Галерија САНУ, Београд (1990).

#### Ретроспрективна изложба
- Музеј савремене уметности, Београд (1987).

#### Постхумне изложбе
- Изложба графика, Галерија Стара капетанија, Земун (1992);
- "Марко Крсмановић (1930−1991)", Салон Музеја савремене уметности, Београд (2000);
- „Избор из графичког опуса“ - Галерија Графички колектив, Београд (2016).

### Групне изложбе
- IV Изложба Удружења ликовних уметника Југославије, Љубљана (1956);
- Изложба илустрација, Раднички универзитет Ђуро Салај, Београд (1960);
- Изложба групе "Данас", Београд (1960);
- Bianco e Nero, Лугано (1960);
- Златно перо, Београд (1960);
- Изложба југословенске графике, Загреб (1960−1988);
- Британска графика, RWC Gallery, Лондон (1961);
- Октобарски салон, Београд (1960, 1961, 1962, 1978);
- Савремена југословенска графика, Осло (1962);
- Плави салон, Задар (1962, 1964, 1974);
- Бијенале младих, Модерна галерија, Ријека (1963);
- Графика Београдског круга, Београд (1963−1979);
- Међународна изложба графике, Љубљана (1961−1987);
- Савремена југословенска графика, Рио де Жанеиро (1963);
- Salon Bossio, Монте Карло (1963);
- III Изложба, Gallerie Jacques Casanova, Париз (1964);
- Савремена југословенска графика, Брисел (1964);
- Трећи ликовни сусрет - Графика Југославије, Палић (1964);
- Савремена југословенска графика, Праг (1964, 1968);
- Тријенале југословенске ликовне уметности, Београд (1964, 1967, 1970);
- Југословенска графика, Ernst Múzeum, Будимпешта (1965);
- Интерграфик, Берлин (1965);
- Југословенска графика XX века, Београд (1965);
- Међународно бијенале ликовне уметности, Александрија (1965−1966);
- Бијенале младих, Париз (1965);
- Југословенска графика и таписерија, Museo de bellas artes, Каракас (1965);
- Бијенале графике, Краков (1966−1970);
- Дела из збирке Музеја савремене уметности у Београду, Москва (1967);
- Јесењи салон, Париз (1967);
- PAX 67, Бремен (1967);
- I Бијенале графике, Буенос Ајрес (1968);
- Изложба југословенске графике, Битољ (1968, 1981);
- Критичари су изабрали, Београд (1969);
- Међународна изложба илустрација за децу, Болоња (1969−1976);
- Међународно бијенале графике, Фрехен (1970, 1972, 1974);
- II Међународни британски бијенале графике, Бредфорд (1970);
- Међународна изложба уметности и научне фантастике, Трст (1970);
- III Бијенале графике, Фиренца (1972);
- Савремена српска уметност, Љубљана, Скопље (1972);
- Изложба београдских уметника, Љубљана (1973);
- Међународна изложба графике, Сеговија (1974);
- Изложба југословенске графике, Рочестер (1974, 1975, 1976);
- Зимски салон, Херцег Нови (1974);
- I Међународни бијенале графике, Живе (1975);
- Ликовни сусрети - изложба графике, Суботица (1975);
- Изложба добитника награде "Велики печат", Београд (1976);
- Jeune Gravure Contemporaine, Париз, Ница (1977);
- Јубиларна изложба 40 година ФЛУ, Београд (1977);
- Уметност у Југославији (1970−1977), Сарајево, Београд (1978);
- Пет графичара, Baak Galery, Бостон (1978);
- I Европски графички бијенале, Хајделберг (1979);
- Међународни Арт-Експо, Њујорк (1980);
- Позвани уметници, Универзитет Централне Флориде, Орландо (1980);
- II Бијенале југословенске ликовне уметноси, Њујорк (1980);
- V Бијенале графике, Condè-sur-Escaut, Бонсекур (1984);
- Међународни Арт-Експо, Лондон (1989).

## Награде
- Награда за илустрацију издавачке куће "Младо Поколење" (1951);
- Награда за илустрацију издавачке куће "Дечија Књига" и Министарства културе (1959);
- Награда на Првој изложби "НОБ у делима југословенских ликовних уметника" (1961);
- Награда за графику на V Октобарском салону, Београд (1964);
- Награда Велики печат Галерије Графички колектив, Београд (1964);
- Октобарска награда града Београда (1969);
- Награда "Невен" за најбољу илустрацију дечије литературе (1968, 1969, 1978, 1979);
- Друга награда за илустрацију дечије литературе на Међународном сајму књига, Београд (1969);
- Награда издавачке куће "Младо Поколење" на изложби Златно перо, Београд (1970);
- Награда за графику на Зимском салону у Херцег Новом (1974);
- Златна игла УЛУС-а (1975);
- Прва награда за опрему књиге на Међународном сајму књига, Београд (1976);
- Премија Културно-просветне заједнице Београда за изложбу у Музеју примењених уметности, Београд (1977);
- Друга награда за опрему књиге на Међународном сајму књига, Београд (1987);
- Премија ЈАЗУ на изуложби југословенске графике, Загреб (1988);
- Награда из Фонда Иван Табаковић САНУ за значајан допринос савременој ликовној уметности, Београд (1988);
- Специјална награда за животни допринос уметности графике на Првом бијеналу графике, Београд (1989).

## Спољaшње везе
- Приказ дела Марка Крсмановића у видео клипу Драгана Цветковића
- Интервју Марка Крсмановића Радио Телевизији Београд поводом његове изложбе у Галерији САНУ 1990.
- "Алиса у свету с оне стране огледала" - приказ илустрација Марка Крсмановића на сајту Универзитета Мериленд
- Брошура „Избор из графичког опуса“ - Галерија Графички колектив